# Nathanael West
Nathanael West, pseudoniem voor Nathan von Wallenstein Weinstein (New York, 17 oktober 1903 – El Centro, 22 december 1940) was een Amerikaans schrijver.

## Leven en werk
West was de zoon van Duitstalige Joodse ouders, die geïmmigreerd waren uit Litouwen. Reeds in zijn jeugd was hij bezeten van literatuur. Na zijn studie aan de Brown-universiteit verbleef hij twee jaar in Parijs, waar hij kennismaakte met het surrealisme. Na zijn terugkeer in de Verenigde Staten werkte hij als nachtreceptionist in New Yorkse hotels en schreef intussen zijn eerste romans, The Dream Life of Balso Snell (1931) en Miss Lonelyhearts (1933). Vanaf 1933 werkte hij als scriptwriter in Hollywood, de plaats van handeling van zijn laatste roman, The Day of the Locust (1939).
De romans van West zijn geschreven in de stijl van de gothic novel: macabere verhalen, met veel geweld en onverwachte effecten die vaak lijken op angstdromen. Daarbij benadrukt hij de discrepantie tussen schijn en werkelijkheid en gebruikt hij veel groteske, absurde humor. The Day of the Locust bekijkt Hollywood als ‘droomfabriek’ en onthult de harde werkelijkheid achter de glamour van de filmwereld. In A Cool Million (1934) analyseert hij wrang en satirisch ‘the American Dream’.
West overleed op 37-jarige leeftijd, samen met zijn vrouw, door een auto-ongeval. Tijdens zijn leven oogstte hij relatief weinig succes als schrijver. Na de Tweede Wereldoorlog bleken zijn economische stijl en het persifleren van allerlei heilige huisjes echter aan te slaan bij een nieuwe generatie jonge schrijvers en volgde een herwaardering van zijn werk.
The Day of the Locust werd in 1975 verfilmd, met Donald Sutherland in de hoofdrol. In 1999 werd deze roman opgenomen in Modern Library’s lijst van 100 beste Engelstalige romans uit de twintigste eeuw.

### Romans
- The Dream Life of Balso Snell (1931)
- Miss Lonelyhearts (1933); Nederlands: Juffrouw Hartzeer; de achtste plaag
- A Cool Million (1934)
- The Day of the Locust (1939); Nederlands: The Day of the Locust; de hel van Hollywood

### Toneel
- Even Stephen (1934)
- Good Hunting (1938)

### Verhalen
- "Western Union Boy"
- "The Imposter"

## Scenario’s
- Ticket to Paradise (1936)
- Follow Your Heart (1936)
- The President's Mystery (1936)
- Rhythm in the Clouds (1937)
- It Could Happen to You (1937)
- Born to Be Wild (1938)
- Five Came Back (1939)
- I Stole a Million (1939)
- Stranger on the Third Floor (1940)
- The Spirit of Culver (1940)
- Men Against the Sky (1940)
- Let's Make Music (1940)
- Before the Fact (1940)